# Prix Astounding du meilleur nouvel écrivain
Le prix Astounding du meilleur nouvel écrivain (anciennement prix John-Wood-Campbell du meilleur nouvel écrivain) est une récompense décernée chaque année à un écrivain de science-fiction. Il est remis à l'occasion de la convention de science-fiction Worldcon, en même temps que les prix Hugo. Il est nommé ainsi d'après le magazine de science-fiction Astounding Science Fiction (maintenant appelé Analog Science Fiction and Fact). Le prix est sponsorisé par Dell Magazines, éditeur du magazine. Avant août 2019,, le prix était nommé d'après John W. Campbell, écrivain et rédacteur en chef de Astounding Science Fiction.

## Palmarès
- 1973 : Jerry Pournelle
- 1974 : Spider Robinson et Lisa Tuttle (ex æquo)
- 1975 : P. J. Plauger (en)
- 1976 : Tom Reamy
- 1977 : C. J. Cherryh
- 1978 : Orson Scott Card
- 1979 : Stephen R. Donaldson
- 1980 : Barry B. Longyear
- 1981 : Somtow Sucharitkul
- 1982 : Alexis A. Gilliland
- 1983 : Paul O. Williams (en)
- 1984 : R. A. MacAvoy
- 1985 : Lucius Shepard
- 1986 : Melissa Scott
- 1987 : Karen Joy Fowler
- 1988 : Judith Moffett (en)
- 1989 : Michaela Roessner
- 1990 : Kristine Kathryn Rusch
- 1991 : Julia Ecklar (en)
- 1992 : Ted Chiang
- 1993 : Laura Resnick
- 1994 : Amy Thomson (en)
- 1995 : Jeff Noon
- 1996 : David Feintuch (en)
- 1997 : Michael A. Burstein (en)
- 1998 : Mary Doria Russell
- 1999 : Nalo Hopkinson
- 2000 : Cory Doctorow
- 2001 : Kristine Smith (en)
- 2002 : Jo Walton
- 2003 : Wen Spencer (en)
- 2004 : Jay Lake
- 2005 : Elizabeth Bear
- 2006 : John Scalzi
- 2007 : Naomi Novik
- 2008 : Mary Robinette Kowal
- 2009 : David Anthony Durham
- 2010 : Seanan McGuire
- 2011 : Lev Grossman
- 2012 : E. Lily Yu (en)
- 2013 : Mur Lafferty
- 2014 : Sofia Samatar
- 2015 : Wesley Chu (en)
- 2016 : Andy Weir
- 2017 : Ada Palmer
- 2018 : Rebecca Roanhorse
- 2019 : Jeannette Ng
- 2020 : R. F. Kuang
- 2021 : Emily Tesh
- 2022 : Shelley Parker-Chan
- 2023 : Travis Baldree (en)
- 2024 : Xiran Jay Zhao
- 2025 : Moniquill Blackgoose